# 1,3-Dioksan
1,3-Dioksan ili m-dioksan je hemijsko jedinjenje sa molekulskom formulom C4H8O2, CAS brojem 505-22-6 , EC brojem 208-005-1 i RTECS JG8224000.
1,3-Dioksani i 1,3-dioksolani se pripremaju iz karbonil jedinjenja sa 1,3-propandiolom ili 1,2-etandiolom u prisustvu Bronstedovog ili Luisovog katalizatora.